# WE aRE
「WE aRE」（ウィー・アー）は、abingdon boys schoolの9枚目のシングル。2012年9月5日発売。発売元はエピックレコードジャパン。

## 解説
- 初回限定盤は「WE aRE」ミュージック・ビデオ、戦国BASARA HDコレクション・スペシャル・ムービーを収録したDVD付属。
- 通常盤は各メンバーのパートを抜いた器楽曲4曲を追加収録。
- 初回仕様分のみメンバー監修Tab譜同梱。

## 収録曲

### 初回生産限定盤
全曲　作詞：西川貴教　編曲：abingdon boys school
1. WE aRE（作曲：岸利至）
プレイステーション3用ゲームソフト『戦国BASARA HD コレクション』オープニングテーマ。小文字表記のaはabingdon boys schoolのイニシャルから。ミュージック・ビデオ監督は「JAP」を手がけた多田卓也。
2. COLD CHAIN 作曲：柴崎浩
原曲は「鎖」のタイトルで2010年の「MATCH UP'10-AUTUMN SERIES-」で演奏された。元は日本語詞であったが英語詞に書き直された。

### 通常盤
1. WE aRE
2. COLD CHAIN
3. WE aRE (NISHIKAWA Free)
4. WE aRE (SHIBASAKI Free)
5. WE aRE (SUNAO Free)
6. WE aRE (KISHI Free)